# Kennet Klemets
Kennet Ingmar Klemets, född 7 november 1964 i Gottröra, Uppland, är en svensk författare (poesi) och översättare.

## Biografi
Klemets föddes i Uppland. Han studerade vid Uppsala universitet och vid Stockholms universitet, där han blev filosofie kandidat i franska, svenska och litteraturvetenskap. Han flyttade i mitten av 1990-talet till Göteborg och gick en skrivarkurs på Nordiska Folkhögskolan i Kungälv. Han arbetar bland annat på Författarcentrum Väst.

## Författarskap
Klemets författarskap präglas av intensiva skildringar av livets skuggsidor med depression och ensamhet som tema. Han debuterade 1997 med diktsamlingen År med tretton månar. Den följdes av den introspektiva boken Lördag natt feber från 2002, som blev ett mindre genombrott. Boken präglas av en rytmisk, mantraliknande puls. Klemets tredje diktsamling Accelerator ger uttryck för ett vildare, mer desillusionerat tillstånd. För denna bok fick han Sällskapet Gnistans kulturpris 2006 med motiveringen: ”En poet med kraftfull lyrik som det bågnar och svänger om.” Lux Interior från 2007 är en lång diktsvit bestående av korta satser och sentenser. Följande bok, Kling Kling från 2009, har ett mer personligt anslag. För Kling Kling tilldelades Klemets Gerard Bonniers lyrikpris 2010.
Diktsamlingen All denna öppenhet som kommer från 2011 kan beskrivas som en inre monolog och ligger inte långt från dramatiken i sitt upplägg. I Beröringen från 2013 finns istället korta, koncentrerade dikter. 2015 släpptes Medan jag skrivs, en samling dikter som tidigare bara varit publicerade i tidningar och tidskrifter. På dess naturliga plats från 2018 har vissa likheter med All denna öppenhet som kommer och består av monologer som präglas av vardagens absurdism, samhällskritik och svart humor.
2017 utsåg Jila Mossaed Klemets till sin efterträdare på Poetens plats i Nolhaga. Den 4–9 juni 2018 var han Månadens diktare i P1.

### Översättningar, tidskrifter och samarbeten
Kennet Klemets dikter har översatts till finska, ryska, vitryska, ukrainska, persiska och spanska. Klemets är även verksam som översättare av fransk skönlitteratur, bland annat Michel Houellebecq och Marguerite Duras.
Tillsammans med ljudkonstnären Isak Eldh gjorde Klemets performancekonst under tidigt 2000-tal. Dessutom gjorde de skivan First Daybreak Haiku (Kning Disk 2006).
Under 1990-talet utgjorde Klemets en av tre medlemmar i livepoesigruppen Wunderbaum (tillsammans med Petter Lindgren och Per Planhammar). Gruppen gjorde förutom en turné i Sverige även uppträdanden i Norge, Finland, Estland och Ryssland. Tillsammans med poeten Jörgen Lind och konstnären Ola Åstrand (som också har gjort flera av Kennet Klemets bokomslag) var han redaktör för litteraturtidskriften Gräs (2001–2009). I slutet av 1980-talet och början av 1990-talet gjorde han poesifanzinen Houdini och Sheherazade, den senare tillsammans med Per Planhammar och Helena Looft.

## Översättningar (urval)
- 2000 – Marguerite Duras: Det är allt[39]
- 2002 – Michel Houellebecq: Konkurrens till döds
- 2005 – Michel Houellebecq: H.P. Lovecraft – emot världen, emot livet
- 2008 – Gérard de Nerval: Andra riken (texter i urval, översatt tillsammans med Kristoffer Leandoer)
- 2013 – Blaise Cendrars: Reseanteckningar & Sydamerikanskor[25]
- 2014 – Marguerite Duras: Att skriva[40]
- 2015 – Marguerite Duras: Horan på den normandiska kusten[41]
- 2016 – Emmanuel Bove: Bécon-les-Bruyères och andra texter (noveller, översatt tillsammans med Kristoffer Leandoer)[42][43]
- 2017 – Marguerite Duras: Yann Andréa Steiner[44]
- 2019 – Marguerite Duras: Sommaren -80[45]
- 2020 – Michel Houellebecq: I Schopenhauers närvaro
- 2022 – Leopoldina Pallotta Della Torre: Samtal med Duras
- 2023 – Michel Houellebecq: Lanzarote
- 2024 – Agota Kristof: Spikar

## Priser och utmärkelser
- 1999 – Göteborgs Stads författarstipendium
- 2005 – Sällskapet Gnistans kulturstipendium
- 2010 – Gerard Bonniers lyrikpris för Kling kling[22]
- 2011 – Stipendium ur Stina och Erik Lundbergs stiftelse från Svenska Akademien
- 2016 – Västra Götalandsregionens arbetsstipendium[46]
- 2021 – Belöning ur Svenska Akademiens egna medel
- 2023 – Göteborgs Stads författarstipendium
- 2024 – Samfundet De Nios Vinterpris[47]